# Angelina Weld Grimké
Angelina Weld Grimké, född 27 februari 1880, död 10 juni 1958, var en amerikansk journalist, lärare, dramatiker och poet. Rastillhörighet var en viktig fråga i hennes liv fastän hon var mer vit än svart i och med att hennes mamma var vit och hennes pappa halvvit. Hon räknades ändå inte som vit utan som färgad. Hon var en av de första amerikanska ickevita kvinnorna som fick en pjäs offentligt framförd.

## Biografi
Angelina Weld Grimké föddes 1880 i Boston, Massachusetts. Hennes pappa Archibald Grimké var advokat och son till en vit slavägare och en av hans slavar. I samhället räknades han som svart. Han var den näst första afroamerikanen som tog examen från Harvard Law School. Grimkés mamma Sarah Stanley var en vit amerikan från en medelklassfamilj från Mellanvästern.
Grimkés föräldrar träffades i Boston, där hennes pappa hade en advokatfirma. Angelina döptes efter sin fars moster Angelina Grimké Weld som tillsammans med sin syster Sarah Grimké hade tagit hand om honom och hans bröder när de blev faderslösa. 
När Archibald Grimké och Sarah Stanley gifte sig mötte de starkt motstånd från hennes familj på grund av åsikter om ras. Äktenskapet varade inte särskilt länge. Strax efter dottern Angelinas födelse lämnade Sarah Archibald och återvände till Mellanvästern med barnet. När Sarah började sin egen karriär skickade hon tillbaka den sjuåriga Angelina till Massachusetts där hon skulle bo hos sin far. Angelina Grimké hade knappt någon kontakt med sin mamma efter det. Sarah Stanley begick självmord flera år senare.

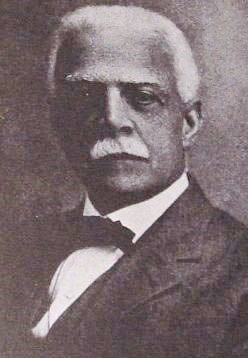
Grimkés far, Archibald.

Från 14 till 18 års ålder bodde Angelina hos sin faster och farbror, Charlotte och Francis, i Washington, DC, och gick i skolan där. Under denna period tjänstgjorde hennes far som amerikansk konsul till Dominikanska republiken. Ett tecken på betydelsen av faderns konsulat är att Angelina senare beskrev att hon hade fått Santo Domingo beskrivet för sig så ofta och så levande att det kändes som att hon hade varit där.
Angelina Grimké gick på Boston Normal School of Gymnastics som senare blev en del av Wellesley College. Efter examen flyttade hon och hennes pappa till Washington DC för att vara med farbrodern Francis och hans familj.
1902 började Grimké undervisa i engelska vid Armstrong Manual Training School, en skola för svarta i det segregerade systemet. 1916 blev hon lärare vid Dunbar High School, även den för svarta studenter. En av hennes elever var den blivande poeten och dramatikern May Miller. På somrarna gick Grimké ofta kurser vid Harvard University, där hennes far hade studerat juridik.
Den 11 juli 1911 var Grimké en av passagerarna i en tågolycka i Bridgeport, Connecticut, som gav henne en ryggskada som aldrig läkte helt. Hennes far blev sjuk 1928 och då tog hon hand om honom fram till hans död 1930. Efter det lämnade hon Washington DC för New York. Där levde hon ett stilla och ganska ensamt liv som pensionär till sin död 1958.

### Författarkarriär
Grimké skrev essäer, noveller och dikter som publicerades i NAACP:s tidning The Crisis. De publicerades även i antologierna The New Negro, Caroling Dusk och Negro Poets and Their Poems. Hennes mest kända dikter är "The Eyes of My Regret", "At April", "Trees" och "The Closing Door". Hon var del av Harlemrenässansen genom att hennes verk gavs ut i deras tidskrifter och hon lärde känna andra i kretsen. En av hennes vänner var poeten Georgia Douglas Johnson.
Grimké skrev Rachel (ursprungstitel Blessed Are the Barren), en av de första pjäserna som protesterade mot lynchning och rasistiskt våld. Dramat i tre akter skrevs för National Association for the Advancement of Coloured People (NAACP) som efterlyste nya verk för att bilda opinion mot DW Griffiths nya film Nationens födelse (1915) som glorifierade Ku Klux Klan och skildrade en rasistisk syn på svarta och deras roll i det amerikanska inbördeskriget och återuppbyggnadseran i söder. Rachel spelades av enbart svarta skådespelare och fick ett positivt mottagande. NAACP kommenterade att pjäsen var den första som använde scenen för propaganda som skulle upplysa det amerikanska folket om de tio miljoner svarta medborgarnas beklagliga tillstånd.
Grimké skrev en till pjäs mot lynchning, Mara, som aldrig har publicerats i sin helhet. En stor del av hennes skönlitterära och facklitterära skrifter fokuserade på temat lynchning, bland annat novellen "Goldie". Den baserades på lynchningen av Mary Turner 1918 i Georgia. Turner var en gift svart kvinna som var mor till två barn och gravid med ett tredje när hon attackerades och dödades efter att ha protesterat mot sin makes lynchningsdöd.

### Sexualitet
Vid 16 års ålder skrev Grimké ett kärleksfullt brev till sin vän Mary P. Burrill där hon kallar vännen "my wife".
Två år tidigare, 1903, hade Grimké och hennes pappa bråkat när hon berättade att hon var kär. Archibald Grimké hade svarat med ett ultimatum och krävde att hon skulle välja mellan sin käraste och relationen med pappan. Familjen Grimkés biograf Mark Perry spekulerar i att den inblandade personen kan ha varit en kvinna och att Archibald redan kan ha varit medveten om Angelinas sexuella läggning.